# Blackville, South Carolina
Blackville är en ort i Barnwell County i delstaten South Carolina, USA.